# Aurora (station spatiale)
Pour les articles homonymes, voir Aurora.
La station spatiale Aurora était un projet de station spatiale commerciale privée en orbite terrestre basse annoncé le 5 mars 2018 par Orion Span, une startup spécialisée dans l'aérospatiale basée en Californie, aux États-Unis. Le concept envisage une capacité de six personnes : deux membres d'équipage et quatre touristes,.
Aucun contrat de lancement n'a été signé pour le déploiement des modules ni des véhicules habités, et sa construction n'a pas encore commencé mais ses représentants affirment qu'elle sera lancé en 2021.
Cependant, l'entreprise annonce en mars 2021 sur son site web qu'elle cesse son activité et qu'elle a remboursé ses clients.

## Vue d'ensemble
Frank Bunger, fondateur et PDG d'Orion Span, a déclaré que la station Aurora offrirait aux touristes de l'espace un séjour de 12 jours pour 9,5 millions de dollars américains,. Bunger a également déclaré que le concept est tel que la station ne nécessiterait pas d'activités extravéhiculaires pour être assemblée et exploitée. Orion Span prévoit de concevoir, tester et construire la station à Houston, au Texas. La société n'a pas encore signé de contrat de lancement, mais a déclaré que cette station commerciale serait déployée en orbite terrestre basse en 2021 et qu'elle commencerait à recevoir des passagers en 2022. Bunger a déclaré que les voyageurs devront suivre un programme de formation de trois mois avant le lancement. Les invités pourraient flotter librement, regarder par les fenêtres, pratiquer la culture hydroponique et jouer dans un « pont hologramme ».
La station doit être composée d'un module de base mesurant 13,3 mètres de longueur et 4,3 mètres de diamètre pour un volume pressurisé de 160 m3. Ce module comporte plusieurs ports d'amarrage permettant l'accueil de vaisseaux et l'extension future de la station.